# Општина Рунку Салвеј (Бистрица-Насауд)
Рунку Салвеј (рум. Runcu Salvei) општина је у Румунији у округу Бистрица-Насауд.
Oпштина се налази на надморској висини од 405 m.

## Становништво

### Хронологија
| Година       | 2005 | 2006 | 2007 | 2008 | 2009 | 2010 | 2011 | 2012 | 2013 | 2014 | 2015 | 2016 | 2017 |
| ------------ | ---- | ---- | ---- | ---- | ---- | ---- | ---- | ---- | ---- | ---- | ---- | ---- | ---- |
| Становништво | 1452 | 1438 | 1418 | 1404 | 1388 | 1379 | 1358 | 1343 | 1341 | 1343 | 1349 | 1345 | 1341 |